# Tomo Šestak
Tomo Šestak, hrvatski glazbenik, porijeklom iz Češke.

## Biografija
Značajni doprinos koprivničkoj sceni dao je krajem 19. stoljeća. Osnivač je prvog limenog orkestra i prvog gradskog kora (Koprivnica). Zahvaljujući djelovanju istaknutog skladatelja, zborovođe, kapelnika i pedagoškog djelatnika Tome Šestaka, Koprivnica među prvim gradovima u sjeverozapadnom dijelu Hrvatske dobiva osnovnu glazbenu školu još 1874. godine, a tu školu je polazilo u pojedinim godinama i više od 40 učenika. 